# NoMeansNo
I NoMeansNo sono stati un gruppo punk rock canadese originario della città di Victoria, nella Columbia Britannica, poi residente a Vancouver. In attività dal 1979, la stampa musicale descrisse le loro prime registrazioni come "i Devo in un viaggio jazz, i Motörhead dopo la scuola d'arte o i Wire sotto steroidi psicotici".
Dopo una lunga interruzione della propria intensa attività dal vivo e discografica, il gruppo ha infine annunciato il ritiro definitivo dalle scene con un post sulla propria pagina Facebook il 25 settembre 2016.

## Storia del gruppo

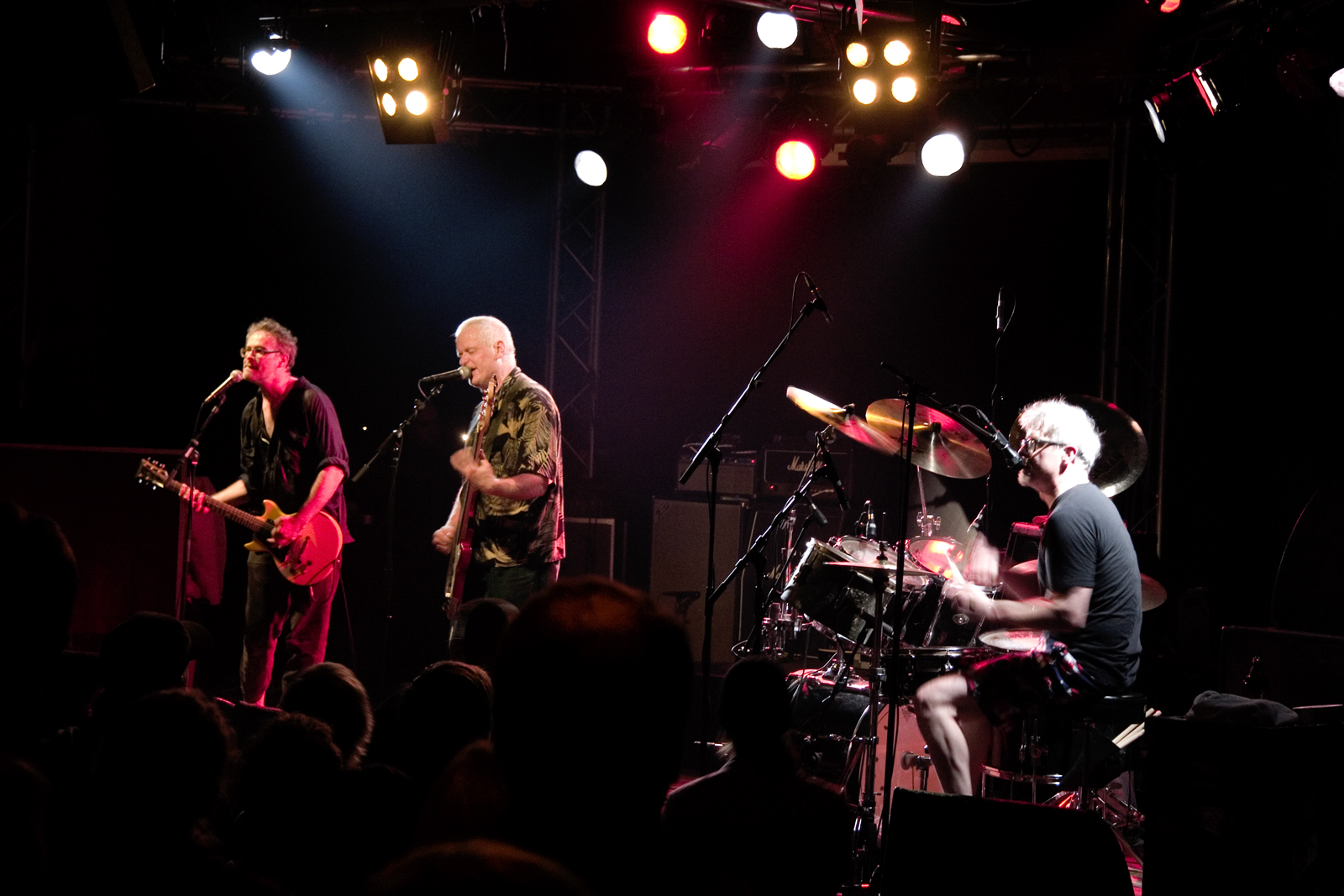
I NoMeansNo in concerto a Tampere nel 2007

La band venne formata nel 1979 dai fratelli Rob Wright (basso e voce) e John Wright (batteria, tastiere e voce). Il nome del gruppo deriva da un famoso slogan dei movimenti contro lo stupro (No Means No!, No vuol dire no!). Nei primi quattro anni il duo sembrava influenzato tanto dal jazz e dal rock progressivo che dal punk rock.
Già i primi dischi dimostrano una buona tecnica strumentale ("alcuni dei più complessi arrangiamenti che potrete mai trovare nel buon vecchio punk rock"). Il jazz ha esercitato una forte influenza sul gruppo: le linee di basso di Rob hanno una saltellante ma melodica timbrica che spesso ricorda Charles Mingus, mentre lo stile di John ricorda a volte quello di Elvin Jones o, ancora, di Art Blakey.
Nel 1983 accolsero Andy Kerr (che suonava con John Wright negli Infamous Scientists) alla chitarra e alla voce. Kerr preferì presentarsi sotto diversi pseudonimi quali "Buttercup" (Ranuncolo) o "None of your fucking business" (Non sono cazzi vostri). Egli apportò al suono del gruppo un distintivo taglio hardcore punk e rimase sino al 1991. Viene spesso erroneamente accreditato come estensore dei testi dei brani in cui canta, e ciò forse è dovuto alle deliberatamente vaghe note di copertina e ai frequenti chiari di luna vocali (Kerr, ad esempio, è il cantante principale o divide questo ruolo in quasi metà delle canzoni dell'album Wrong).
La voce di Kerr come prima voce fu una necessità per un periodo negli anni '80 allorché Rob Wright si stava rimettendo dopo l'asportazione di alcuni noduli dalle corde vocali. Tuttavia viene generalmente inteso che Rob Wright sia l'estensore dei testi e il principale autore delle canzoni del gruppo.
Dopo il distacco di Kerr i fratelli Wright hanno registrato l'album Why Do They Call Me Mr. Happy? come duo. Successivamente hanno reclutato il chitarrista Tom Holliston degli Showbusiness Giants e degli Hanson Brothers (quest'ultimo in realtà un progetto parallelo del duo Wright sotto mentite spoglie), continuando a suonare dal vivo e a registrare dischi, tra i quali Worldhood of the World (As Such), Dance of the Headless Bourgeoisie, One e, nel 2006, All Roads Lead to Ausfahrt.

## Stile e attitudine
Questo scambio di battute murali tra un anonimo detrattore ("Quanto cazzo sono vecchi i NoMeansNo? Mollate il colpo nonni"), o più probabilmente un fan, e il batterista del gruppo ("È 'bisnonno' per te, stronzo!") è paradigmatico dell'attitudine sarcastica e autoironica della band canadese. Non casualmente lo stesso muro campeggia sulla copertina della raccolta intitolata ancora più emblematicamente People's choice.
Le frasi nei testi dei NoMeansNo annoverano un flusso apparentemente senza fine di giochi di parole (ad es. "Wright/wrong/right"), e quantità significative di umorismo nero, con "testi esplicitamente corrotti", come ad esempio in Dad dall'album Sex Mad. La canzone è stata un successo minore nelle radio universitarie ed è stata definita "un tantino raggelante sebbene sputata fuori a passo di mosh". L'io narrante descrive gli abusi fisici e sessuali di un padre aggressivo, terminando con quello che è stato definito "un tocco finale micidiale - l'ultima innocente riga di testo "Sto considerando seriamente di andarmene da casa". Un critico, notando l'"intelligenza selvaggia" del gruppo, suggerisce che i NoMeansNo potrebbero sicuramente essere "l'influenza segreta di buona parte del math rock e dell'emocore dei primi anni '90, questo per il fervore a malapena controllato del cantato e le improvvise contrazioni in avanti e indietro della sezione ritmica".
La band non ha mai avuto, o piuttosto non ha mai dato l'impressione di ricercare, un solido successo nel mainstream commerciale, ma ha un forte seguito underground/alternativo in nord America e in Europa. I NoMeansNo sono in tour in entrambi i continenti piuttosto spesso e attorno ad essi si è consolidato un seguito di fedeli, ma non passivi, ammiratori. Wrong è considerato l'album migliore della band ("L'esecuzione è di incredibile perizia, con i fratelli Wright che senza fatica cambiano ritmi e tempi mentre i testi di Kerr si inseriscono come lame di rasoio nel posto giusto."), al quale va sicuramente affiancato 0+2=1.
L'album One, realizzato nel 2000, comprende "due cover sensazionali che hanno senso solo perché realizzate dai NoMeansNo". Una lenta versione stile stoner rock di Beat on the Brat dei Ramones, e una versione piuttosto originale di Bitches Brew di Miles Davis, completa di piano e congas, lunga quindici minuti e con testo di Rob Wright.
I NoMeansNo inizialmente incidevano per conto dell'etichetta punk rock Alternative Tentacles (fondata nel 1979 dai Dead Kennedys per l'album autoprodotto California Über Alles). Questo rapporto è terminato nel 2002 e le incisioni sono ora sull'etichetta propria della band, la Wrong Records, benché la maggior parte siano tuttora stampate e distribuite dalla Alternative Tentacles.
I NoMeansNo hanno registrato un disco intitolato All Roads Lead to Ausfahrt uscito il 22 agosto del 2006, distribuito da AntAcidAudio negli Stati Uniti e da Southern Records in Europa.

## The Hanson Brothers
L'alter ego dei Nomeansno è The Hanson Brothers, un quartetto in cui John Wright si limita al ruolo di cantante mentre la batteria è suonata da un altro musicista. In alcuni casi, e a seconda dell'umore della band, The Hanson Brothers sono comparsi sul palco in coda a un'esibizione dei NoMeansNo. Questi spettacoli sono particolarmente apprezzati dai cultori della band in quanto in questa formazione i NoMeansNo svolgono il loro concerto con due batterie, scelta tecnica che produce una forte base sonora e ritmica, mentre lo show degli Hanson è una sorta di valvola di sfogo "adolescenziale" dopo l'adrenalica esibizione della band principale. Infatti gli Hanson Brothers, una sorta di tribute band dei Ramones, suonano fun punk rock scimmiottando un gruppo di disadattati tifosi di hockey canadesi. I testi, ben distanti dalla profondità delle liriche dei NoMeansNo, riguardano l'hockey su ghiaccio, la birra e le ragazze. Il nome riprende quello di alcuni personaggi del film Colpo secco, interpretato da Paul Newman nel 1977.

## Discografia
- Look, Here Come the Wormies (singolo, 1980)
- Betrayal, Fear, Anger, Hatred (EP, 1981)
- Mama (1982)
- You Kill Me (EP, 1986)
- Sex Mad (1986)
- The Day Everything Became Nothing (EP, 1988)
- Small Parts Isolated and Destroyed (1988)
- Wrong (1989)
- The Power of Positive Thinking (EP, 1990)
- The Sky Is Falling And I Want My Mommy (1991 - Collaborazione con Jello Biafra).
- Live and Cuddly (live, 1991)
- 0 + 2 = 1 (1991)
- Why Do They Call Me Mr. Happy? (1993)
- Oh, Canaduh/New Age (7" di cover di canzoni originali di Subhumans e D.O.A., 1993)
- Mr. Right & Mr. Wrong/One Down & Two To Go (1994)
- The Worldhood of the World (As Such) (1995)
- Would We Be Alive? (EP, 1996)
- In the Fishtank, Vol.1 (EP, 1997)
- Dance of the Headless Bourgeoisie (1998)
- One (2000)
- Generic Shame (EP, 2001)
- Would We Be... Live? (DVD, 2003)
- The People's Choice (Compilation & tracce live, 2004)
- Mama (ristampa con brani extra, 2004)
- Dance of the Headless Bourgeoisie (rimasterizzazione con brani extra, 2005)
- Wrong (rimasterizzazione con brani extra, 2005)
- All Roads Lead to Ausfahrt (2006)

### Inoltre
- Terminal City Ricochet (1989) - Contributi alla colonna sonora del film, insieme ad altri artisti. Vedere il sito della Alternative Tentacles per maggiori dettagli[10].
- Virus 100 (1992) - Compilation di cover di brani dei Dead Kennedys per celebrare 100 dischi della Alternative Tentacles. I NoMeansNo parteciparono con una versione a cappella di Forward to Death.
- Would We Be... Live? - Materiale dal vivo di NoMeansNo e The Hanson Brothers, filmato a Londra (DVD, 2004).